# Operace Jaro mládí
Operace Jaro mládí (hebrejsky מבצע אביב נעורים‎, mivca Aviv ne'urim), mezi palestinskými Araby známá jako Vardunská operace, byla společná akce izraelské armády a zpravodajské služby Mosad, pří níž v noci z 9. na 10. dubna 1973 příslušníci elitních armádních jednotek Sajeret Matkal, Šajetet 13 a výsadkářské brigády pronikli nepozorovaně do Bejrútu a Sidónu v Libanonu, kde zaútočili na několik cílů palestinských teroristických organizací. Šlo o součást dlouhodobé kampaně izraelských zpravodajských služeb, známé jako operace Boží hněv, během níž byly hledány a likvidovány osoby mající spojitost s vraždou jedenácti izraelských olympioniků na LOH v Mnichově v září 1972 či se jinak podílející na palestinském terorismu.
Při útoku byli zabiti tři vysoce postavení představitelé Organizace pro osvobození Palestiny (OOP), z nichž dva byli označováni jako velitelé skupiny Černé září, která stála za mnichovským masakrem. Mezi další cíle patřily sídlo jedné z palestinských skupin a továrny na výrobu výbušnin a zbraní.
Operace docílila zejména toho, že se špičky OOP nemohly cítit bezpečně ani ve svých střežených sídlech. Pro Černé září byla těžkou porážkou, a dokumenty, které se při ní podařilo získat, poskytly velké množství cenných zpravodajských informací.

## Pozadí
V roce 1970 došlo v Jordánsku k nárůstu napětí mezi různými palestinskými ozbrojenými skupinami, povětšinou sdruženými pod Organizaci pro osvobození Palestiny (OOP), a tamními úřady. Ty již prakticky neměly kontrolu nad děním v palestinských uprchlických táborech v zemi, kde de facto existoval stát ve státě za situace, kdy palestinské organizace prováděly přeshraniční teroristické útoky proti Izraeli bez koordinace s jordánskou armádou, pokusily se o výběr daní apod. Při vzájemných jordánsko-palestinských násilných střetech byl spáchán i pokus o atentát na jordánského krále Husajna. Když pak jedna z frakcí OOP, Lidová fronta pro osvobození Palestiny (LFOP), v září téhož roku unesla čtyři západní civilní dopravní letadla a prázdná je vyhodila do povětří na letišti v Jordánsku, došla Husajnovi trpělivost a v událostech známých jako černé září vyhnal palestinské ozbrojené skupiny ze země. To vedlo k radikalizaci části OOP, z níž se odtrhla skupina členů, která založila organizaci Černé září (ve skutečnosti byla skupina nadále napojena na dominantní frakci OOP, Fatah, a řada útoků proběhla ve spolupráci s ní). Ta se z počátku mstila Jordánsku za vyhnání (v listopadu 1971 její členové například zavraždili jordánského premiéra Wasfiho al-Tala), posléze však namířila své útoky proti Izraeli.
Nejznámější z nich uskutečnila tato skupina počátkem září 1972, kdy její příslušníci povraždili jedenáct izraelských sportovců na letních olympijských hrách v německém Mnichově. Tento čin, který vešel ve známost jako Mnichovský masakr, znamenal „obrat v izraelské válce s palestinským terorismem.“ Tehdejší izraelská ministerská předsedkyně Golda Meirová se rozhodla pro tvrdou odplatu a nařídila zpravodajské službě Mosad vypátrat a zavraždit vůdce Černého září a všechny osoby za masakr přímo zodpovědné. Podrobnosti o rozsáhlé kampani, obecně označované jako operace Boží hněv, nejsou plně známé, neboť Izrael, s výjimkou operace Jaro mládí, vždy na těchto událostech svůj podíl popíral. Zneškodňováni byli jak skuteční či domnělí aktéři a plánovači masakru, tak příslušníci nebo spolupracovníci Černého září, jakož i další palestinské odbojové skupiny a jednotlivci, o nichž se izraelské zpravodajské služby domnívaly, že jsou nějakým způsobem s mnichovským masakrem a Černým zářím spojeni či se podíleli na palestinském terorismu.

## Plánování a cíle

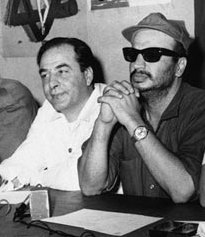
Kamál Násir (vlevo) s Arafatem na tiskové konferenci v Ammánu, 1970

Počátkem roku 1973 se Mosadu podařilo lokalizovat tři vysoce postavené představitele OOP žijící v libanonském hlavním městě Bejrútu. Dva z nich se již od 60. let podíleli na teroristických útocích proti Izraeli a podle různých autorů (např. Bell, Katz, Ravi a Melman, Reeve) šlo o vedoucí představitele Černého září. Podle dalších (např. Klein) však bylo spojení mezi dotyčnými a Černým září založeno na nepotvrzených útržcích informací. Trojici palestinských představitelů tvořili:
- Mahmúd Jusuf Nadžar, známý též jako Abú-Jusef, (* 1930) – šéf politického oddělení OOP a zástupce Jásira Arafata,[p 2] v minulosti jeden ze zakladatelů Fatahu a velitel jeho kontrarozvědky, považovaný za vůdce Černého září,[10] který se podílel na plánování Mnichovského masakru.[9]
- Kamál Adwán (* 1936) – velitel operací OOP zodpovědný za teroristické útoky proti Izraeli na Západním břehu Jordánu a v Pásmu Gazy, považovaný za velitele Černého září.[10]
- Kamál Násir (* 1925) – básník, hlavní mluvčí OOP a člen jejího výkonného výboru.[8] Jeho zabití bylo několik týdnů diskutováno, neboť nebyl přímo zapojen do teroristických aktivit. Nakonec byl na seznam cílů zařazen proto, že oslavoval a propagoval zabíjení izraelských civilistů.[12]

Informaci o lokalizaci těchto mužů následně obdržel velitel armádního protiteroristického komanda Sajeret Matkal, podplukovník Ehud Barak, který dostal za úkol připravit plán jejich likvidace. Jeho tým poté načrtl různé varianty provedení útoku. Jednou z otázek bylo, jak vojáky dostat k cíli. Hned v počátku došlo k vyloučení možnosti použití vrtulníků, neboť by znamenala ztrátu momentu překvapení. Volba nakonec padla na plavbu po moři a vylodění pomocí gumových motorových člunů, přičemž po městě se již vojáci měli pohybovat v převlečení za turisty.
V rámci zpravodajské přípravy vyfotografovali agenti Mosadu domy, v nichž dotyční bydleli, filmovali ulice v různých denních a nočních hodinách, vytvořili plánky všech budov, zakreslili schodiště, chodby, vstupní haly, počty schodů, počty strážných a rozvrh jejích střídání. Dále byly zjišťovány počty policistů sloužících v nočních směnách a rychlost jejich zásahu. Za účelem průzkumu pobřeží jižního Bejrútu došlo k nasazení ponorky izraelského námořnictva.
Kromě již zmíněné trojice mužů bylo do plánu zahrnuto ještě několik dalších cílů. Velení armády přitom vycházelo z předpokladu, že pokud se útok v Bejrútu provede, bude nemožné jej v dohledné době zopakovat proti jiným skupinám, neboť všechny palestinské organizace podstatně zpřísní bezpečnostní opatření. Útok nakonec sestával z pěti dílčích operací, jež měly vlastní kódové názvy:
- Cíl Aviva (אביבה‎) – nejdůležitější část operace, kterou měla na starosti jednotka Sajeret Matkal pod vedením podplukovníka Ehuda Baraka. Jejím úkolem bylo zabití Nadžara, Adwána a Násira.[8]
- Cíl Cila (צילה‎) – továrna Fatahu na výrobu zbraní na severovýchodním předměstí Bejrútu. Útok provedli výsadkáři pod vedením československého rodáka podplukovníka Šmu'ela Presburgera.[16]
- Cíl Gila (גילה‎) – šesti- či sedmipatrová budova velitelství LFOP[17] nebo DFOP (Demokratická fronta pro osvobození Palestiny)[9][18] v uprchlickém táboře Sabra[p 4] jižně od města, na které zaútočila jednotka výsadkářské brigády pod vedením podplukovníka Amnona Lipkina (později Lipkin-Šachak).[17][p 5]
- Cíl Jehudit (יהודית‎) – základna Černého září či opravna zbraní Fatahu severně od Sidónu. Útok vedli výsadkáři pod vedením zástupce velitele výsadkářské brigády Amose Jarona.
- Cíl Varda (ורדה‎) – hlavní továrna na výrobu výbušnin v blízkosti bejrútského letiště, na kterou bylo nasazeno námořní komando Šajetet 13 pod vedením podplukovníka Ša'ula Ziva.

Celá akce byla několik týdnů pečlivě nacvičována v rámci nejrůznějších scénářů (včetně chyb a nehod, které by mohly nastat). Příprava probíhala v nočních hodinách (neboť v této části dne se měl útok odehrát) na pláži a v několika rozestavěných budovách v Tel Avivu, které střežila armáda, a zkoušelo se například rychlé vniknutí do domu, střelba z jedoucího vozidla, ale i hraní rolí. Aby Libanoncům nebyl nápadný větší počet turistů-mužů, dva z Izraelců (byli jimi Ehud Barak a Amiram Levin) měli být při misi oblečeni v ženských šatech. Cvičila se tak například i chůze páru, kdy je „žena“ zavěšená v rámě. Na přípravu dohlížel náčelník Generálního štábu David Elazar, a byl to právě on, kdo přišel s myšlenkou obléknout několik vojáků jako ženy.
V průběhu přípravné fáze provedlo Černé září další teroristický útok, tentokrát na saúdskou ambasádu v súdánském Chartúmu, kde jeho členové zavraždili amerického velvyslance, jeho zástupce a belgického chargé d’affaires.

## Průběh
Operace byla zahájena odpoledne 9. dubna 1973, kdy ze základny izraelského námořnictva v Haifě vypluly tři raketové čluny třídy Sa'ar 3 směrem k Bejrútu. Na palubě měly izraelská komanda a rychlé gumové čluny Zodiac. Po sedmi hodinách plavby dorazily krátce před půlnocí na dohled od libanonského pobřeží u Bejrútu. Vojáci poté spustili na hladinu dvanáct gumových motorových člunů, na nichž ve své cestě pokračovali. Aby je neprozradil zvuk motorů, několik set metrů od břehu je vypnuli a veslovali. Na palubě jednoho z raketových člunů zůstal velitel celé operace plukovník Emanu'el „Mano“ Šaked. Skupina příslušníků elitních jednotek a výsadkářů se vylodila 10. dubna v 1.30 ráno na soukromé pláži poblíž hotelu Sands, kterou již předtím zajistili žabí muži z námořního komanda Šajetet 13. Na hotelovém parkovišti na ně čekali agenti Mosadu, coby řidiči šesti nebo devíti pronajatých automobilů značek Buick, Plymouth a Renault. Zde se vojáci rozdělili podle svých cílů do několika skupin a dále již pokračovali samostatně.

### Cíl Aviva

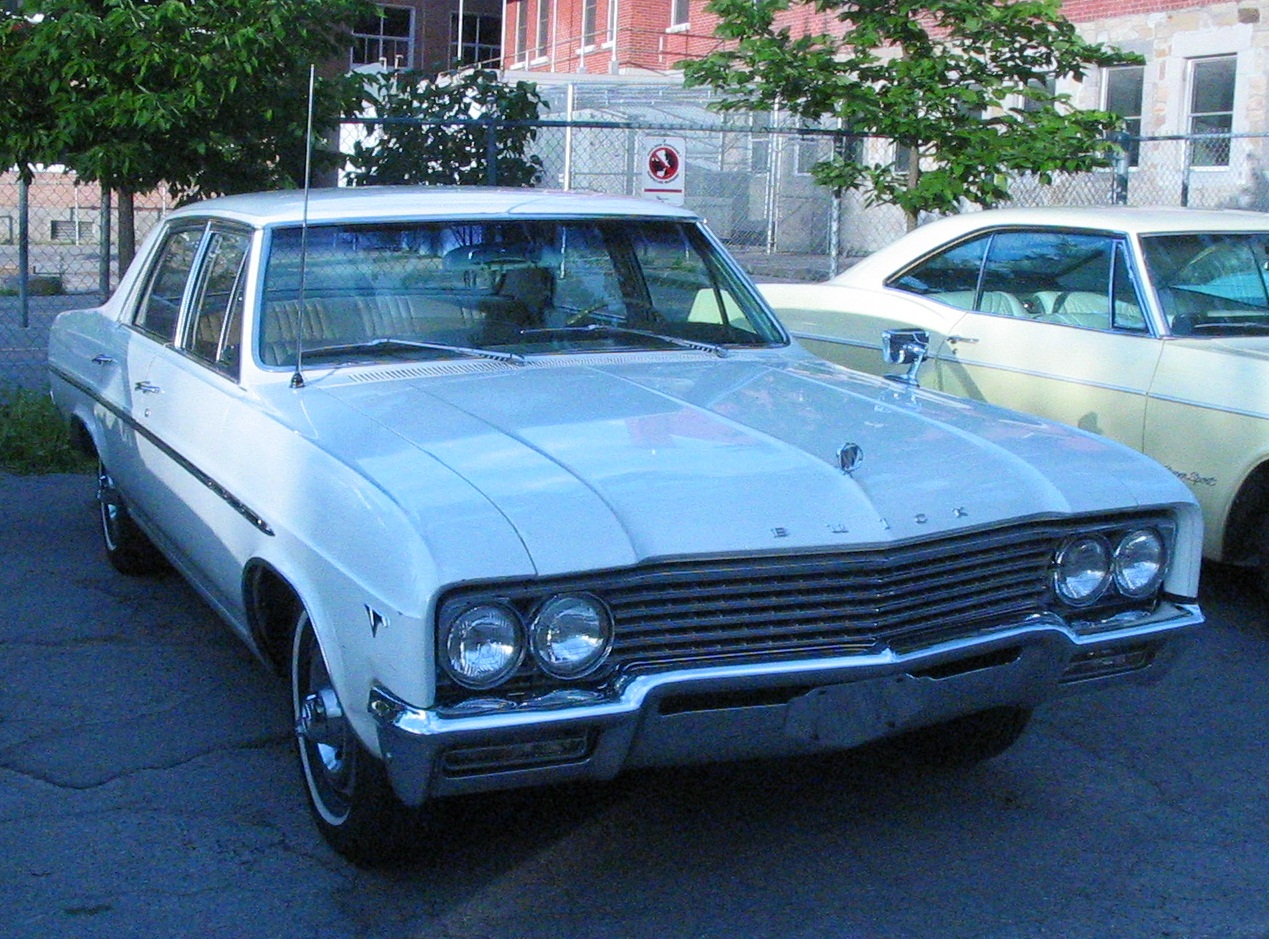
Barakovo komando se na místo útoku v ulici Vardun dostalo třemi automobily Buick Skylark

Operace s kódovým názvem Aviva se zúčastnilo šestnáctičlenné komando tvořené příslušníky Sajeret Matkal pod vedením Ehuda Baraka. Vojáci byli oblečeni jako turisté, přičemž dva z nich (Barak a Levin) na sobě měli ženské oblečení, včetně paruky a vycpané podprsenky obsahující mimo jiné ruční granáty, a make-up. Jejich cílem byla ulice Vardun v zámožné muslimské čtvrti západního Bejrútu, kde všichni tři představitelé OOP žili ve dvou protilehlých výškových domech, vzdálených asi deset kilometrů od pláže. Na místo vyrazili ve třech silných amerických automobilech Buick Skylark řízených agenty Mosadu. Ti zaparkovali ve vzdálenosti pár minut chůze od cílových domů a vojáci následně pokračovali pěšky. Cestou k ulici Vardun minuli ozbrojenou libanonskou policejní hlídku, která jim pro jejich přestrojení nevěnovala pozornost.
Když dorazili k domům, Barak pistolí s tlumičem zastřelil strážce z OOP (podle jiného zdroje na místě nebyli žádní strážci, další však hovoří o třech). Komando se poté rozdělilo na tři skupiny, které vyrazily k určeným bytům. Tam měly za úkol umístit malé množství plastické trhaviny na kliky vstupních dveří, dát radiový signál (tři kliknutí) Barakovi, který se dvěma dalšími muži hlídal venku, a vyčkat. Když se všechny skupiny Barakovi nahlásily, dal radiový signál on jim (pět kliknutí), aby mohly zahájit koordinovaný útok. Ty následně odpálily vstupní dveře bytů a Barak vyrozuměl vysílačkou velitele celé operace, čekajícího na raketovém člunu, o zahájení akce, čímž se daly do pohybu ostatní jednotky působící té noci v Bejrútu.
Do Nadžarova bytu vtrhla čtyřčlenná jednotka Mukiho Becera, v níž byl i Jonatan Netanjahu. Nadžar vyšel z ložnice, aby se podíval co se děje, a když uviděl vojáky, rychle skočil zpátky, zabouchl dveře a snažil se najít zbraň. V ten okamžik jej, spolu s manželkou, zabila dávka vypálená ze samopalu Uzi skrze dveře ložnice. Násir byl ve svém bytě zastřelen za psacím stolem, kde zrovna seděl v pyžamu a psal nekrolog za svého přítele básníka. Než zemřel, podařilo se mu střelbou zranit na noze jednoho z Izraelců. V posledním bytě byl Adwán zabit před zraky své manželky a dětí. Pokoušel se bránit útočnou puškou AK-47, ale ani jednou nevystřelil.
Celá akce byla hotova během několika málo minut. Vojáci poté sebrali všechny písemnosti v dosahu a byty v rychlosti opustili. Když ustupovali, omylem zastřelili sedmdesátiletou Italku, která vyhlédla ze svého bytu na chodbu. Na ulici se mezitím rozpoutala přestřelka mezi Barakem, Levinem a příslušníky OOP, kteří na místo přišli. Do přestřelky se postupně přidali i členové týmů ustupujících po splnění svých úkolů. Na místo záhy dorazil Land Rover libanonské policie, který však byl rychle zničen izraelskou palbou. Jiný policejní jeep byl vyřazen zásahem izraelským granátem. Mezitím agent Mosadu, vydávající se za libanonského policistu, telefonoval výše postavenému policejnímu veliteli, kterému namluvil, že na ulici Vardun mezi sebou bojují palestinské guerrily. Ten v obavě, aby jeho muži zbytečně neutrpěli zranění, odvolal policejní posily, které na místo mířily. Izraelskému komandu se podařilo uprchnout v autech, jež přistavili řidiči Mosadu. Z posledního auta rozsypali ostnaté ježky, aby je nikdo nemohl pronásledovat. Zpomalili teprve když se dostali na hlavní třídu, načež zamířili směrem na pláž. Tam vyslali signál kolegům z námořního komanda, kteří čekali opodál na moři, a ti je následně převezli zpět na raketové čluny. Od vylodění po odplutí trvala celá akce přesně půl hodiny.

### Cíl Gila
Devatenáctičlenná skupina výsadkářů pod vedením Amnona Lipkina se po vylodění vypravila auty řízenými agenty Mosadu na jih města do palestinského uprchlického tábora Sabra. Jejím cílem bylo zničení šesti- či sedmipatrové budovy, která sloužila jako sídlo Lidové fronty pro osvobození Palestiny (podle některých zdrojů Demokratické fronty pro osvobození Palestiny). S sebou si proto vezli 250 kilogramů výbušnin. Vozy zastavily nedaleko cíle a dva vojáci, převlečení za turisty, se s pistolemi s tlumiči vydali zastřelit hlídače před budovou. Byli však odhaleni a vypukla přestřelka, která vzbudila ostatní palestinské teroristy v domě. Výsadkáři se záhy dostali do bitvy, během níž čelili takřka desetinásobné přesile. Když postříleli muže venku, podařilo se jim dostat do přízemí budovy. Tam využili skutečnosti, že palestinští střelci z vyšších pater budovy používali k přepravě do přízemí výtah. Izraelci se tak mohli připravit na blížícího se protivníka. Když se totiž dveře výtahu otevřely, výsadkáři všechny postříleli. Těla pak odklidili a výtah byl znovu přivolán do jednoho z horních pater. Takto se situace několikrát opakovala, než palestinským radikálům došlo, co se v přízemí děje. Výsadkáři mezitím v budově za prudké palby umístili výbušniny a stavbu odpálili.
Tato část operace Jaro mládí si jako jediná vyžádala oběti v řadách izraelských vojáků. Dva při útoku padli, další dva byli těžce zraněni. Lipkin proto pro jejich záchranu povolal vrtulníky izraelského letectva. Aby se vyhnuli vojenské reakci ze strany libanonské vlády, zatelefonoval agent Mosadu řediteli bejrútské policie, vydávaje se za důstojníka libanonské armády, kterého informoval o vyslání vrtulníků s cílem nalezení ohniska bojů. Se stejnou informací kontaktoval i libanonskou pobřežní stráž, pouze s tím rozdílem, že nyní se vydával za příslušníka libanonské policie. Za záchranu života svých podřízených a udatnost při velení pod palbou byla Lipkinovi udělena medaile Za hrdinství, jeho v pořadí již druhá.

### Ostatní cíle
Podle některých zdrojů útoky na další cíle proběhly úspěšně. O jejich průběhu ale nebyly zveřejněny žádné podrobnější informace. Podle vojenského korespondenta Kleina se tak stalo proto, že kvůli chybným zpravodajským informacím izraelské týmy své cíle vůbec nenašly.

## Reakce a dopad

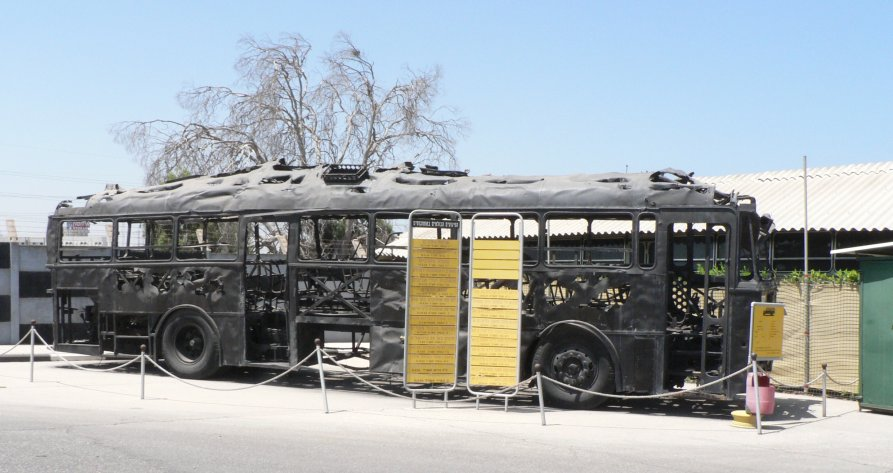
Ohořelé zbytky autobusu uneseného během masakru na pobřežní silnici v březnu 1978

Izraelský útok vyvolal pozornost většiny médií po celém světě. Libanonské deníky otiskly svědecké popisy „dvou krásných žen, které bojovaly jako ozbrojení derviši v ulicích Bejrútu a držely policii, armádu a palestinské aktivisty v šachu dlouhými salvami z automatických zbraní.“ Západní deníky zpravidla vyjádřily akci uznání a shodly se na tom, že „byla provedena s typickou izraelskou vynalézavostí a stylem“. V arabském světě vyvolala izraelská operace hněv, rozpaky a zuřivost, a v Libanonu v jejím důsledku padla vláda premiéra Sáiba Saláma. Na mezinárodním poli byl Izrael, po libanonské stížnosti, odsouzen Radou bezpečnosti OSN v rezoluci č. 332 kvůli porušení územní integrity a suverenity Libanonu a charty Spojených národů (hlasování se zdržely Spojené státy, Sovětský svaz, Čínská lidová republika a Guinea). Rezoluce dále Izrael vyzvala, aby do budoucna od podobných akcí ustoupil. Izrael se k úderu oficiálně přihlásil a ministerská předsedkyně Golda Meirová po jeho uskutečnění v Knesetu prohlásila: „Bylo to úžasné. Zabili jsme vrahy, kteří se chystali vraždit znovu.“
Společná akce izraelské armády a Mosadu docílila zejména toho, že se špičky OOP nemohly cítit bezpečně ani ve svých střežených sídlech. Postupem času přibývaly pověsti a vznikl mýtus o tom, že Mosad a Izraelci dokáží zasáhnout kohokoli a kdekoli. Pro Černé září byla izraelská operace těžkou porážkou. Dokumenty, které se při operaci podařilo získat, poskytly velké množství důležitých informací o operacích této skupiny a o buňkách OOP.
V březnu 1978, necelých pět let po izraelském úderu v Bejrútu, podnikl Fatah v odvetě za zabití Kamála Adwána teroristický útok v Izraeli, známý jako masakr na pobřežní silnici, při němž jeho příslušníci unesli autobus společnosti Egged jedoucí do Tel Avivu. Při následné konfrontaci s bezpečnostními složkami zahynulo 38 izraelských civilistů, z toho 13 dětí, a dalších 71 osob bylo zraněno. O tři dny později zahájila izraelská armáda invazi do Libanonu, při níž po dobu jednoho týdne ničila základny OOP.

## Vpopulární kultuře
Scény z operace Jaro mládí, konkrétně cíle Aviva, se objevily v americkém filmu Mnichov režiséra Stevena Spielberga z roku 2005, pojednávajícím o Mnichovském masakru. V témže roce vyšla v Izraeli dětská knížka ze série Time Tunnel s názvem Operace Jaro mládí, napsaná na motivy této operace.